# Miron Białoszewski

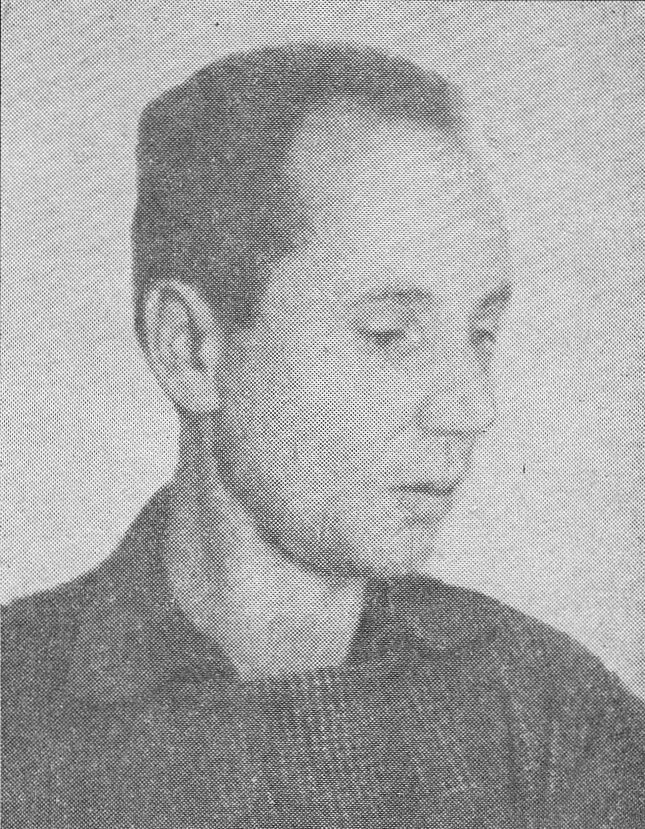
Miron Białoszewski (1960).

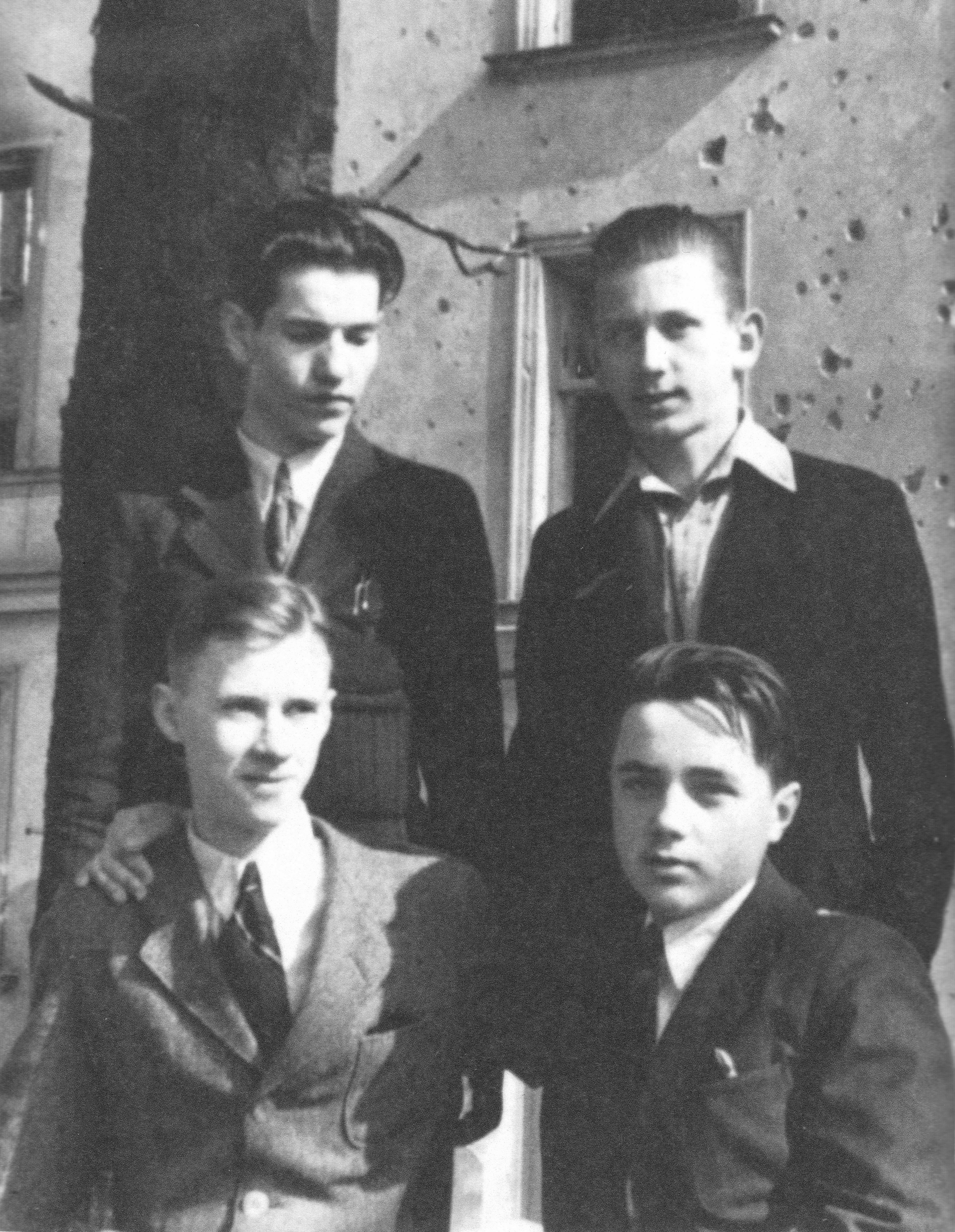
Miron Białoszewski (người đầu tiên bên trái, hàng dưới) cùng với bạn học của mình

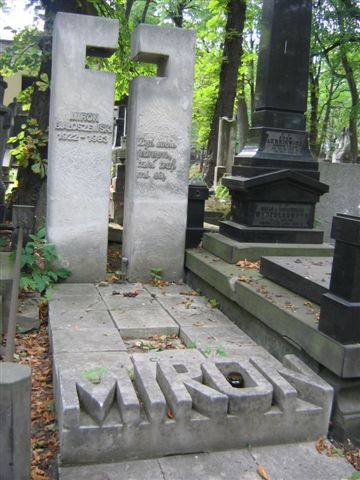
Mộ của Miron Białoszewski tại Nghĩa trang Powązki ở Warszawa.

Miron Białoszewski (phát âm tiếng Ba Lan: [ˈmirɔn bjawɔˈʂɛfskʲi] ; sinh ngày 30 tháng 6 năm 1922, Warszawa - mất ngày 17 tháng 6 năm 1983, WarszawaWarszawa), là một nhà thơ, tiểu thuyết gia, nhà viết kịch và diễn viên người Ba Lan.

## Tiểu sử
Białoszewski học ngôn ngữ học tại Đại học Warszawa trong thời kỳ Đức chiếm đóng Ba Lan. Sau khi Khởi nghĩa Warszawa kết thúc, ông bị đưa đến trại lao động ở Đức Quốc Xã, và trở về Warszawa vào cuối Thế chiến II.
Ban đầu, ông làm việc tại bưu điện trung tâm, sau đó ông là phóng viên của một số tạp chí nổi tiếng và tạp chí dành cho trẻ em. Năm 1955, Białoszewski tham gia thành lập một nhà hát nhỏ tên là Teatr na Tarczyńskiej, nơi ông công chiếu các vở kịch Wiwisekcja và Osmędeusze của mình, và diễn cùng với Ludmiła Murawska. Cùng năm, Białoszewski cùng với nhà thơ Ba Lan nổi tiếng Zbigniew Herbert đăng bài viết trên tạp chí Życie literackie . Białoszewski là người đồng tính và trong nhiều năm, anh ta ở chung một căn hộ tại số 7 phố Dąbrowskiego với người bạn đời của mình, họa sĩ Leszek Soliński.
Cuốn hồi ký được đánh giá cao, Pamiętnik z powstania warzawskiego ("Hồi ký về khởi nghĩa Warszawa ") được xuất bản năm 1970 (và được dịch sang tiếng Anh năm 1977). Năm 1982, ông được trao Giải thưởng Jurzykowski bởi Quỹ Alfred Jurzykowski có trụ sở tại New York. Ông qua đời vì một cơn đau tim vào ngày 17 tháng 6 năm 1983. Nhiều giấy mực dành cho việc phân tích phê bình các tác phẩm của Białoszewski - đáng chú ý nhất là của các nhà văn và học giả như Czesław Miłosz, Maria Janion, Stanisław Barańczak, Jan Błoński, Kazimierz Wyka và Artur Sandauer.

## Các tác phẩm

### Thơ
- Obroty rzeczy (1956)
- Rachunek zachciankowy (1959)
- Mylne wzruszenia (1961)
- Było i było (1965)
- Wiersze (1976)
- Poezje wybrane (1976)
- Miron Białoszewski [trong tập thơ Poeci Polscy ] (1977)
- Odczepić się (1978)
- Wiersze wybrane i dobrane (1980)
- Trzydzieści lat wierszy (1982)
- Oho (1985)

### Thơ và Văn xuôi
- Teatr Osobny (1973)
- Rozkurz (1980)
- Stara proza i nowe wiersze (1984)
- Obmapywanie Europy. Aaameryka. Ostatnie wiersze (1988 - di cảo)

### Văn xuôi
- Pamiętnik z powstania Warszawskiego) (1970)  
Bản dịch tiếng Anh của Madeline Levine: A Memoir of the Warszawa Uprising (1977, 1991)
- Donosy rzeczywistości (1973)
- Szumy, zlepy, ciągi (1976)
- Zawał (1977)
- Przepowiadanie sobie (1981)
- Konstancin (1991 - di cảo)